# 黑洞頻率
是关于科學幻想及家庭親情的電影作品。上映時，因精采劇情和觀眾口碑的影響下，使得影片在美國Top 10排行榜中盤踞長達七週之久。

## 劇情
1969年10月，紐約的天空罕見地出現極光。該年10月12日，消防員法蘭在布朗區救火時死去，這場悲劇使得其子約翰的成長過程蒙上一層無法擺脫的陰影。三十年後的1999年，約翰成為警察，與女友珊曼莎產生感情危機。法蘭忌日的前一天，天空同樣出現極光，那晚約翰的朋友戈登前來他家拜訪。戈登的兒子意外地找到法蘭生前用的业余无线电，約翰在隨興的使用撥接下，突然跟一位陌生男子搭上線，而與他隔空對話的正是三十年前還在人世的法蘭。父子倆在時空交會中相認，談起彼此各自的生活環境及遭遇。法蘭對於約翰沒能成為棒球選手或是消防員感到些許遺憾。
約翰向法蘭透漏有關那場致命火災的事，並告訴他如何避免死亡，結果解救了法蘭的性命。約翰周遭的人事物隨著過去改變而重寫，唯一擁有改變前記憶的只有他一人。然而，約翰的母親茱利亞卻因為法蘭生還的連鎖效應，在1969年10月22日遭到連續殺人犯「南丁格爾殺人魔」謀殺。原本連環命案只有三起死者，但法蘭生還後，在約翰的時空裡受害者增加至十人。
從各種跡象來看，茱利亞之死對約翰影響極大，除了酗酒外，他甚至從未結識珊曼莎。為了阻止事情發生，約翰將警局的事件檔案透過無線電口頭轉述給法蘭，要法蘭去保護受害者。法蘭救了一名受害者，但第二次時兇手注意到法蘭的行蹤，從皮夾奪走他的駕照。法蘭將皮夾藏在家中某處，讓身在三十年後的約翰馬上取得，藉由調查皮夾上的指紋發現此人是警察傑克。約翰前去刺探已退休的傑克，揚言會在三十年前就阻止他。然而兇手用駕照栽贓法蘭，法蘭被警方帶走時意外撞壞了無線電，導致通訊中斷，約翰看到舊報紙浮現法蘭被捕的報導，感到焦心不已。
法蘭將與未來通話的事一五一十告訴熟識的警察塞區，但對方不相信，法蘭只好說出即將進行的棒球比賽之結果來證明。傑克打算將法蘭滅口，法蘭用計電昏傑克並逃出警局，而塞區在看完球賽後察覺法蘭所言屬實。法蘭潛入傑克的住處找到證據，警方隨即趕到。傑克追殺法蘭直到港口，法蘭將傑克拉入水中使之溺水，但警方後來並未尋獲傑克的屍體。法蘭修好無線電，使得通話恢復，但約翰告訴法蘭，茱利亞還沒活過來。
在父子倆通話時，並未溺死的傑克在兩個時空分別闖入屋內攻擊兩人。1999年的傑克即將槍殺約翰時，法蘭用散彈槍轟斷1969年傑克的手並逼得他奪門而出，約翰面前的傑克的手逐漸消失，房屋擺設也有明顯變動，顯示茱利亞的生還。1999年的法蘭從約翰身後出現，用同一把槍射殺傑克，父子相見之後相擁而泣。電影結尾，約翰與珊曼莎感情融洽，法蘭也有了孫子，眾人一起開心地打壘球。

## 演員
- 丹尼斯·奎德飾演法蘭·派崔·蘇利文（Frank Patrick Sullivan）：消防隊員，為了救人常奮不顧身，陷入險境。
- 吉姆·卡維佐飾演約翰·「強尼」·蘇利文（John Frank "Johnny" Sullivan）：法蘭之子。
  - 丹尼爾·亨森（Daniel Henson）飾演6歲時的約翰
- 蕭恩·道爾（英语：Shawn Doyle）飾演傑克·薛波（Jack Shepard）：警探，在1999年的時空中退休改當偵探。
- 伊麗莎白·米契爾（英语：Elizabeth Mitchell）飾演茱利亞·「茱兒絲」·蘇利文（Julia "Jules" Sullivan）：法蘭的妻子，約翰之母。
- 安德魯·布瑞格飾演塞區·德里昂（Satch DeLeon）：警官，法蘭的鄰居兼好友，在1999年的時空中是約翰的上司。
- 諾亞·埃莫里奇飾演戈登·赫許（Gordon Hersch）：約翰的童年玩伴，暱稱「Gordo」。
  - 史蒂芬·喬菲（Stephen Joffe）飾演6歲時的戈登
- 梅麗莎·艾里可（英语：Melissa Errico）飾演珊曼莎·湯瑪斯（Samantha Thomas）：傑克的女友，正在攻讀研究所。
- 喬丹·布里奇斯飾演葛拉罕·吉布森（Graham Gibson）
- 彼得·麥克尼爾（英语：Peter MacNeill）飾演布區·福斯特（Butch Foster）
- 麥可·塞拉飾演高登·赫許二世（Gordon Hersch Jr）：戈登與琳達的兒子。
- 玛琳·辛科飾演西西·克拉克（Sissy Clark）：南丁格爾謀殺案的受害者之一。

理論物理學家布莱恩·葛林在本片中客串，出現在電視上解釋極光帶來的時空現象。

## 重製版
2016年，本片編劇陶比·艾默瑞奇擔任監製的本作重拍版電視劇《黑洞頻率》於CW電視網上播放，但於2017年5月8日遭CW取消。

## 外部連結
- 黑洞頻率（Frequency）（页面存档备份，存于），〈網路電影資料庫〉